# طلال بن عبد الله بن الحسين
طلال بن عبد الله بن الحسين الهاشمي (8 يناير 1909 - 7 يوليو 1972) ثاني ملوك المملكة الأردنية الهاشمية، تولّى الحكم من (6 يوليو 1951 إلى 11 أغسطس 1952)، حيث تم اغتيال والده الملك عبد الله الأول. كما تولّى ولاية العهد في 17 آذار 1947 حين أصدر الملك عبد الله الأول قرارًا بتعيينه وليًا للعهد.
وُلد في عام 1909 في مكة المكرمة وهو الابن الأكبر للملك عبد الله بن الحسين مؤسس المملكة الأردنية الهاشمية وأول ملوكها الذي أنجب خمسة أبناء: (طلال ونايف وهيا ومنيرة ومقبولة). تلقّى تعليمه الأساسي في عمّان، بينما أكمله في الخارج في كلية ساندهيرست العسكرية في بريطانيا، وتخرّج برتبة ملازم، ثم التحق بخدمة جدّه الشريف الحسين بن علي عندما نُفي إلى قبرص وعاد معه إلى عمّان، وبعد وفاة جده سافر الأمير طلال إلى العراق والتحق بالجيش العراقي، ثم عاد إلى عمان فأتم تدريبه العسكري في قوة الحدود.
تولّى الملك طلال الحكم بعد اغتيال والده بالرصاص في مدينة القدس، وبالرغم من قصر مدة حكمه التي دامت لسنة إلا أنه حقق العديد من الإنجازات من أهمها إصدار دستور عام 1952 الذي حلَّ مكان القانون الأساسي الذي كان معمولًا به في إمارة شرق الأردن، كما شهدَ عهدُه إقرار حقّ التعليم المجاني حيث يعد هذا القرار الأول من نوعه في الأردن والوطن العربي، وكان له الأثر الكبير في النهضة التعليمية التي شهدتها البلاد فيما بعد، صدر في عهده أيضًا قانون خط السكة الحديدية عام 1952 الذي ينص على اعتبار هذا الخط وقفًا إسلاميًا، وشُكلت قوة خفر السواحل الأردنية في خليج العقبة.عمل الملك طلال على توطيد العلاقات الأردنية مع كل من السعودية وسوريا ومصر، وكان له دور بارز في توقيع اتفاقية (الضمان الجماعي العربي).
الملك طلال هو أحد أفراد السلالة الهاشمية الحاكمة للأردن منذ 1921، ولا يزال أفرادها يتوارثون الحكم باسم شرافة مكة. وهو في الجيل الحادي والأربعين للنبي محمد من ابنته فاطمة الزهراء وزوجها علي بن أبي طالب من طريق إبنهما الحسن بن علي. تزوج الأمير طلال من زين الشرف بنت الشريف جميل بن ناصر بن عليّ وأنجب منها أربعة أبناء: الملك الحسين وهو ثالث ملوك المملكة الأردنية الهاشمية، والأمير محمد، والأمير الحسن، والأميرة بسمة.
أقاله البرلمان الأردني وتنازل عن العرش بسبب مرض عقلي قيل أنه (الفصام) وسافر إلى جنيف لتلقّي العلاج. كانت الصحف المصرية والسورية واللبنانية تروج أن رئيس الحكومة وقائد الجيش (غلوب) دبرا مؤامرة ضد الملك طلال، وكان الرأي العام الأردني غير مقتنع بمرض الملك طلال، متأثرًا بما تنشره الصحف في الخارج من أن مرض الملك طلال ما هو إلا مكيدة بريطانية. اجتمع مجلس الأمة الأردني وشكل مجلس الوصاية على العرش الهاشمي ونُودي بأخيه غير الشقيق الأمير نايف ليتولّى عرش المملكة الأردنية الهاشمية بسبب اشتداد المرض عليه، أمضى بقية حياته في مصحة في إسطنبول وتوفي هناك وخلفه ابنه الأكبر الحسين بن طلال.

## حياته

### طفولته

صورة لأبناء الملك طلال وهم الملك حسين مع أخيه الأمير محمد بن طلال والحسن بن طلال والأميرة بسمة بنت طلال عام 1950.

ولد الملك طلال بن عبد الله في مكة المكرمة في 8 يناير عام 1909. نشأ في كنف والده الملك عبد الله الأول مؤسس المملكة الأردنية الهاشمية وجده الحسين بن علي قائد الثورة العربية الكبرى. وصفه والده بقوله: “طلال بكْر الأنجال، ورهن الدلال، حاضره ناضر، ومستقبله بعناية الله باهر، وهو للعمل وللآتي من الزمن أمل”. عُيِّن مرافقَا لوالده برتبة ملازم فخري، وأظهر منذ طفولته شغفًا في قراءة الكتب التاريخية وكتب السِّيَر.

### زواجه
تزوج الأمير طلال في 27 نوفمبر عام 1934 من الأميرة زين الشرف إبنه الشريف جميل بن ناصر بن علي وهو واحد من الضباط الأحرار الذين عملوا ضد جون غلوب في الخمسينات، وبعد عام من الزواج وُلد الأمير الحسين. عاش الأمير طلال وأسرته في جبل عمان في بيت مستأجر، وكان محبوبًا من الشعب الأردني لما يتمتع به من الأدب والتعاطف مع كل من يلجأ إليه. كان دائم التفكير بالقضية الفلسطينية، وقد ساعد أبناء فلسطين في ثورتهم عام 1936 بالسلاح والمال.

### الخدمة العسكرية
في عام 1942 التحق بكتيبة المشاة الثانية وهي إحدى كتائب الجيش العربي الأردني وساهم في تدريبها وتطويرها. كما بذل جهودًا كبيرة في تطوير لواء السيارات المسلحة الذي تألّف من ثلاث كتائب في الأزرق عام 1943، واشترك في معظم المناورات والتمارين العسكرية التي قامت بها تلك الكتائب، وكان يهتم اهتمامًا خاصًا بسلاح المدفعية، ويعتني بكتب التدريب العسكري.
وعندما بدأت الحرب في فلسطين عام 1948 انتقل الأمير طلال إلى رام الله، واتخذ منها موقعاً أمامياً مع بطارية مدفعية كانت تساند الوحدات التي تهاجم المواقع الصهيونية في القدس، وأمضى وقتاً طويلاً في الخطوط الأمامية يحث الجنود والضباط على القتال وعلى الاحتفاظ بمواقعهم. كما شارك في معركة (غيشر) عند قرية جسر المجامع وكان أول من حضر إلى ميدان المعركة. أما المعارك التي خاضها في القدس فقد تحققت فيها انتصارات مشهودة كان من نتائجها تمكن الجيش العربي الأردني من السيطرة على منطقة الشيخ جراح ومنطقة باب العامود وتلة الرادار وغيرها من المواقع.

### ولاية العهد
في 17 آذار 1947 أصدر الملك عبد الله الأول إرادته بتعيين الملك طلال وليا للعهد، ويبدو أن صحة الملك طلال بدأت بالتراجع منذ عام 1948 على الرغم من أنه كان ما يزال في قمة عطائه ونضارة الشباب، ويمكن استنتاج إصابته بالمرض من نصائح والده الملك عبد الله الأول وتوجيهاته له، فعندما سافر الملك عبد الله إلى الرياض عن طريق مصر في حزيران 1948 خاطب إبنه قائلاً:
| طلال بن عبد الله بن الحسين | غدا نسير يا بني على بركة الله إلى مصر، ومنها نستأنف السفر إلى الرياض ثم إلى بغداد، والله نسأل أن يسدد خطانا ويوفقنا إلى ما فيه خير العرب والإسلام. وعملاً بمبادئ الدستور ستكون يا ولدي نائباً على العرش ووكيلي في النهوض بأعباء الملك، وقد كنت أتوقع أن أراك في اليومين الأخيرين لأتبادل وإياك وجوه الرأي في بعض الشؤون، ولكن قيل لي إنك معتكف في قصرك، فعسى أن لا يكون للمرض أثر في هذا الاعتكاف، وإنك لتعلم يا ولدي علم اليقين أنني أتوق إلى رؤيتك كل يوم وكل ساعة، فأنت صوغ يدي، وفلذة كبدي، وولي عهدي، وخليفتي من بعدي، وليس هناك أقرب منك إلي، وأغلى منك علي، وقد حباك الله من صفاء الطبع وذكاء النفس ومضاء العزم ما يؤهلك للنهوض بالأمر العظيم الذي ندبتك إليه وهيأتك لأجله، ولكني أود يا ولدي أن أصارحك بأن الحياة ميدان للصراع، ومكان للكفاح، وأنها محفوفة بالمكاره والصعاب، والمتاعب والأوصاب، وأن سبلها مفروشة بالأشواك والعثرات، فلا يفوز فيها إلا كل من أتاه الله رحابة في الصدر، وليونة في الطبع، ومرونة في الأخلاق، ومتانة في الأعصاب. أي بنيّ، إني بلغت ما بلغت من العمر، بعد أن عركت الدهر وعركني، وبعد أن بلوت أمور هذه الدنيا، حلوها ومرها، خيرها وشرها، نفعها وضرها، ولقيت من صنوف الأذى والعدوان وعقوق الصحب والإخوان ما لا قِبَلَ لغيري باحتماله، فكم من تهمة باطلة ألصقت بي، وكم تقول البعض عليّ من الأقاويل، ولفقوا من الأباطيل، وحاكوا من المؤامرات والدسائس، فكنت أمر عليها مر الكرام، وما كانت لتزيدني إلا إيماناً بالله، والرضا بقضائه وقدره، واعتقاداً بأن كل شيء مصيره للزوال، وأنه لا يمكث في هذه الأرض إلا النافع، ولا يصح إلا الصحيح، ولا يرتفع في النهاية إلا منار الحق، وأن للباطل جولة ثم يضمحل، وأن الليل الحالك مهما طال أمده لا بد إلا أن يعقبه نهار مضيء يبدد كل ظلام، وأن القيم الأخلاقية والمثل العليا هي التي تسود ويكتب لها الخلود في النهاية. أي بنيّ، إنك ما زلت في غضارة العمر ونضارة الشباب، ينتظرك مستقبل باسم طافح بالآمال إن شاء الله، فعليك أن تتذرع بالصبر، وتتجمل بالحلم، وتتلقى الحوادث بنفس راضية وقلب مطمئن وجأش رابط، سر في طريقك يا بنيّ بمشيئة الله، واعتصم بحبله المتين، واسلك سبيل آبائك الأولين وأجدادك الصالحين. واعلم أننا معشر أهل البيت مكلفون بحمل الأمانة، وأداء الرسالة، واحتمال كل أذى حتى نتمكن من بلوغ الأهداف وتحقيق الأماني، وإيصال هذه الأمة إلى محجة النصر والعلاء وعين الله تكلؤك وترعاك وتبلغك مناك . | طلال بن عبد الله بن الحسين |

## التتويج واعتلاء العرش

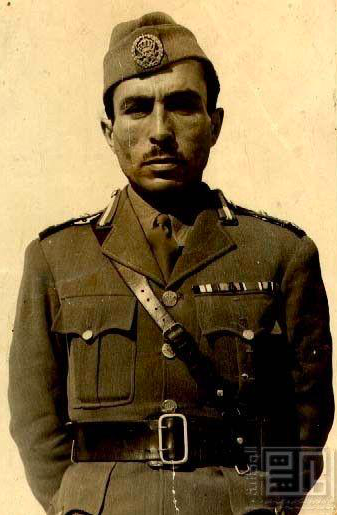
الأمير طلال (ولي العهد) عام 1946 في القدس

في 20 يوليو 1951 الذي كان يومًا عصيبًا في تاريخ الأردن، نعت الحكومة الأردنية الملك المؤسًّس عبد الله الأول بن الحسين الذي اغتيل إثر إطلاق الرصاص عليه في الحرم القدسي، وبحسب الدستور فإن ولي العهد هو من يتولّى الحكم بعد وفاة الملك، إلا أن الملك طلال كان في ذلك الوقت مسافرًا إلى جنيف يتلقى العلاج، فأسرع رئيس الحكومة آنذلك سمير الرفاعي إلى اتخاذ إجراءات قانونية بشكل عاجل لتجنيب البلاد من الوقوع في فراغ دستوري، لذا عقدت الحكومة في مساء نفس اليوم جلسة طارئة واتخذت خلالها قرارًا بتعيين الأمير نايف بن عبد الله (الأخ غير الشقيق للملك طلال) وصيًا على العرش كما ينص الدستور بسبب غياب ولي العهد الأمير طلال. استمر الأمير نايف في منصبه أقل من شهرين (من 20 يوليو 1951 - 3 سبتمبر 1951). وفي 4 سبتمبر من عام 1951 اجتمع مجلس الوزراء برئاسة توفيق أبو الهدى وأصدر قرارًا باعتبار الملك طلال بن عبد الله صاحب الحق في تولّي عرش المملكة وأنه لا مانع يحول دون قيامه بمهامه كملك:
«بعد أن اطلع مجلس الوزراء على المذكرة التفصيلية المعطاة من فخامة رئيس الوزراء بتاريخ 30 آب سنة 1951م، ودرس وضع صاحب السمو الملكي الأمير طلال ولي العهد المعظم من الناحيتين الدستورية والصحية، واطلع على قرار مجلس الوزراء السابق المؤرخ في 20 تموز 1951م رقم (723) وعلى التقارير الطبية المعطاة في تواريخ مختلفة بشأن صحة سموّه، وبالأخص على التقرير الطبي المعطى في جنيف من قبل مدير المصح وأربعة أطباء بتاريخ 22 آب سنة 1951م، والبيان الصحفي المذاع من قبل هؤلاء الأطباء في جنيف بتاريخ 24 آب 1951م، رأى بعد الدرس والتمحيص وإمعان الفكر أن صاحب الحق لارتقاء العرش هو سمو ولي العهد الأمير طلال، وأن لا مانع يحول دون قيامه بمهامه كملك، لذلك قرر بالإجماع المناداة به ملكاً دستورياً على المملكة الأردنية الهاشمية على أن يتفضل قبل مباشرته أعماله بأداء القسم أمام مجلس الأمة كما تقضي بذلك المادة الثالثة والعشرون من الدستور، وإبلاغ هذا القرار إلى المجلس المشار إليه وإذاعته على الشعب.»

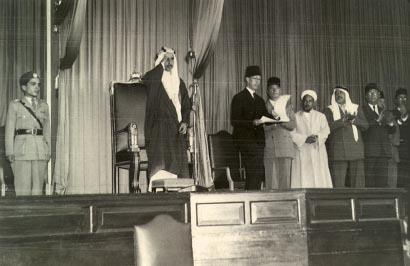
الملك طلال في البرلمان عام 1952

وفي اليوم التالي (5 سبتمبر 1951) اجتمع مجلس الأمة مرة أخرى وأصدر القرار المتضمن بأن لا مانع صحياً يحول دون ارتقاء الأمير طلال العرش، ونظراً للتقارير الطبية المذكورة بقرار مجلس الوزراء في اجتماعه السابق، فإن مجلس الأمة يقرر بالإجماع المناداة بالملك طلال الأول بن عبد الله بن الحسين ملكاً دستورياً على المملكة الأردنية الهاشمية. عاد مجلس الأمة للإجتماع للمرة الثالثة بتاريخ 6 سبتمبر 1951 حيث كان الملك طلال حاضرًا هذه المرة في المجلس وأقسم اليمين الدستورية، وبعد ذلك بثلاثة أيام (أي في 9 سبتمبر من عام1951) أصدر الملك طلال إرادته بتعيين الأمير الحسين بن طلال وليًا للعهد.

## السياسة الداخلية
بعد أيام أمضاها في استقبال المهنئين من داخل الأردن وخارجه، التفت الملك طلال إلى الجيش العربي الأردني الذي كان حريصاً على تطويره، وكان في الوقت نفسه كارهاً لقيادته الإنجليزية المتمثلة في جون غلوب. حضر الملك طلال احتفالاً خاصاً للجيش في 25 سبتمبر 1951 وقام بتسليم الراية لكتيبة المدرعات الأولى، بينما رفض استعراض القوات المسلحة بمناسبة عيد الجيش لأن قائده إنجليزي.

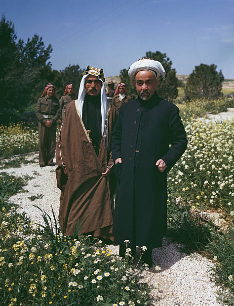
الملك طلال مع والده الملك عبد الله الأول عام 1948.

كما زار الملك طلال مدينة نابلس في 23 أكتوبر عام 1951، وألقى كلمة في دار البلدية قال فيها: «يسرني أن أزور هذه المدينة الخالدة المجاهدة، كما أعتز بهذا الشعور الصادق الذي لمسته من الجميع». ثم زار مدينة القدس في 29 أكتوبر عام 1951 وأقيمت له هناك احتفالات كبيرة ألقى خلالها كلمة ركَّز فيها على عروبة القدس وهنَّأ أهلها لتمكنهم من الاحتفاظ بها عربية.
بالرغم من قصر مدة حكمه إلا أن له إنجازات عديدة منها تشكيل قوة خفر السواحل الأردنية في خليج العقبة في 31 ديسيمبر 1951، ومع أن تلك القوة كانت تتألف من مجموعة قليلة من الزوارق فإن مسؤولياتها كانت كبيرة من أهمها حماية الشواطئ الأردنية ومنع التلوث، ومن إنجازاته أيضًا توقيع ميثاق الضمان الجماعي العربي في عام 1952 حيث وشح توقيعه بعبارة (يد الله مع الجماعة). كان هذا الميثاق الذي وقعته أيضاً سوريا ومصر والعراق والسعودية ولبنان واليمن أشبه بمعاهدة عسكرية تنص على التعاون بين الدول العربية الموقعة عليه وعلى تشكيل مجلس للدفاع المشترك.
كما تم في عهده تحرك أول قطار بين عمان ودمشق بعد عقد اتفاقيات بين البلدين لتسهيل إجراءات المرور وإجراءات الجمارك. وفي 19 مارس 1952 ألغي استخدام جوازات السفر بين الأردن وسوريا، كما صدر قانون خط السكة الحديدية الذي نص على اعتبار هذا الخط هو وقف إسلامي، وأُلْغِيَت في عهده أيضا جميع الرتب والألقاب في جميع المؤسسات والدوائر في الأردن، وتقرر أن تكون الرتب العسكرية أيضاً من دون أي لقب، وأن يلقب جميع المواطنين الأردنيين بلقب (السيد). كما شهدَ عهدُه إقرار حقّ التعليم المجاني الإلزامي حيث يعد هذا القرار الأول من نوعه في الأردن والوطن العربي، وكان له الأثر الكبير في النهضة التعليمية التي شهدتها البلاد فيما بعد.
حرص الملك طلال منذ اليوم الأول لتوليه الحكم على إصدار دستور جديد للبلاد الذي يعتبر من أهم انجازات الملك طلال حتى أن الأردنيين لقبوه بـِ (صانع الدستور). أراد الملك طلال أن يطور الحياة السياسية في البلاد إلى أحدث مدى ممكن، فأمر بتعديل الدستور ليصبح بصيغة جديدة تمنح مجلس النواب والحكومة المزيد من المسؤوليات وتلقي عليهما المزيد من الواجبات وترسخ الحياة الديمقراطية على أسس عصرية، وقد جاء أمر الملك طلال بتعديل الدستور في خطاب العرش الذي افتتح به الدورة العادية لمجلس الأمة في اليوم الأول من تشرين الثاني 1951 حيث قال:
| طلال بن عبد الله بن الحسين | ويسرني أن تكون فاتحة عهدنا تعديل الدستور الأردني وفق الأوضاع الدستورية السائدة في العالم المتمدن، وهو وعد سلف لكم من والدي العظيم، واستهدت حكومتي إلى الإسراع بتشريعه وتقديمه لمجلسكم العالي تلبية لرغبة شعبنا العزيز، وحرصاً منا على أن نوفر له أسباب الحياة الكريمة والرفعة والازدهار | طلال بن عبد الله بن الحسين |

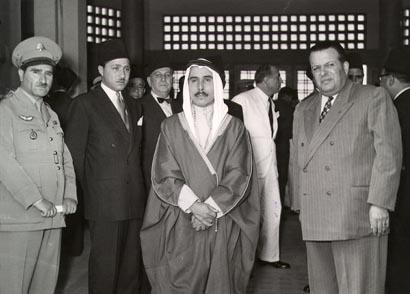
الملك طلال في زيارة إلى لبنان سنة 1952.

وقد أقر مجلس الأمة الدستور الجديد، ووشحه الملك طلال بتوقيعه في 1 يناير 1952، ونشر في العدد (1093) من الجريدة الرسمية الصادر بتاريخ 8 كانون الثاني 1952، ويعد هذا الدستور الذي تضمن تسعة فصول ومئة وإحدى وثلاثين مادة من أحدث الدساتير في العالم، وفي طليعة الدساتير الراقية في الدول الديمقراطية، وقد استجاب هذا الدستور للتطورات الإقليمية وخاصة ما يتعلق منها بوحدة الضفتين في 24 أبريل 1950.
أعلن الدستور في المادة الأولى أن المملكة الأردنية الهاشمية دولة عربية مستقلة وأن الشعب الأردني جزء من الأمة العربية، وبهذا النص سبق الأردن جميع الدول العربية، كما نص الدستور على أن الإسلام هو دين الدولة، وعلى الاعتزاز بالهوية القومية للشعب الأردني وتجسيد الفكر القومي للثورة العربية الكبرى والتأكيد على العديد من حقوق الإنسان الأردني بما في ذلك: حق الناس في الاختلاف في الرأي، وحق المواطن في تغيير أوضاعه وتحسين أحواله بالطرق المشروعة، وحقه في التعبير عن رأيه بالوسائل الديمقراطية، وبما يتيح له المشاركة في صنع القرار. كما جعل هذا لدستور ولأول مرة كل وزير مسؤولاً عن أعمال وزارته أمام مجلس النواب، وجعل رئيس الوزراء مسؤولاً أمام المجلس عن السياسة العامة، وأعطى مجلس النواب سلطة منح الثقة للحكومة.

## السياسة الخارجية

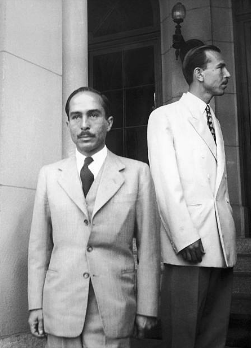
الملك طلال في سويسرا عام 1950.

استهل الملك طلال حكمه باتخاذ مجموعة من الخطوات على الصعيد الخارجي، فأعلن عن الغاء مشروع سوريا الكبرى من البرنامج السياسي لحكومته، وبعد أسبوعين خول الملك طلال رئيس وزرائه بأن يصرح وبشكل علني بأن الأردن لا يرغب في الوحدة مع العراق، كما عمل الملك طلال على تحسين علاقات الأردن مع السعودية ومصر، حيث قام بزيارة للرياض في 10 تشرين الثاني 1951، وعمل على التقارب مع الدول العربية من خلال توقيعه اتفاقية التضامن العربي في 24 آذار 1952، التي اعتبرت كل اعتداء مسلح يقع على أية دولة منها اعتداء عليها جميعا.
كما أخذ الملك طلال يناوئ (جون غلوب) والضباط البريطانيين والسفير البريطاني، ورفض استقبال أي مسؤول بريطاني دون موعد مسبق، كما رفض عرضًا بريطانيًا بتقديم قرض بقيمة مليون باوند من 14 مليون كانت قد طلبتها الحكومة، وفي الوقت ذاته بدأ سياسة التقرب من الولايات المتحدة الأمريكية اقتصاديًا بعد توقيع اتفاقية النقطة الرابعة معها، وكان ويبدو أنه يرغب في إبعاد النفوذ البريطاني بتعاونه مع دولة عظمى خرجت كأقوى دولة بعد الحرب العالمية الثانية، في وقت لم تكن معالم هيمنتها قد اتضحت بعد. كما أعلن الملك طلال عن نيته وضع حد للإرباك الذي تسببه الإعانة المالية البريطانية للأردن. وهكذا بدأت معالم سياسة الملك طلال تختلف عن سياسة والده، وهو أمر متوقع في ظل التغيرات الكبيرة التي أصابت المنطقة العربية والعالم بعد الحرب العالمية الثانية ونكبة 1948 وقرار وحدة الضفتين 1950 وطريقة نظره الخاصة إلى الحكم والأحداث.

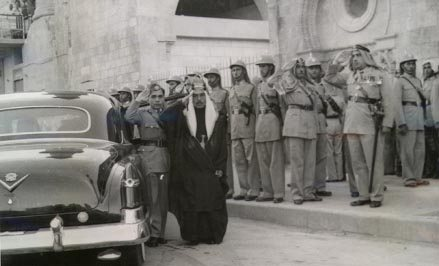
الملك طلال مع إبنه الأمير حسين ولي العهد عام 1952.

عُرف عن الملك طلال كرهه الشديد للإنجليز وكان وطنياً غيوراً سعى مثل والده الملك عبد الله الأول إلى تخليص البلاد من النفوذ البريطاني الذي عبر عن كرهه الشديد للإنجليز في حديث أدلى به قبل بضعة شهور من اغتياله في 20 تموز 1951، يقول الملك عبد الله:
«يا الله! هل من الممكن أن أحبّ أنا الإنجليز، أو أن أؤيد سياستهم، إلا إذا كنت مستعداً أن أشطب تاريخ أبي وأنسى مآسي أسرتي، وأصفح عن غدرهم بكل واحد منا؟ الخلاف بيني وبينهم كبير وشاسع... إن لهم مفهوماً عن دور الأردن في المنطقة، بينما أنا لي مفهومي الخاص عن هذا الدور، رسالة الأردن في قاموسي غير رسالة الأردن في قاموسهم، أنا أريد الأردن منطلقاً لتحقيق ما عجز عنه أبي وإخوتي، وهم يريدون الأردن مجرد مشيخة أو دويلة أو محمية، ومع ذلك فلا أملك إلا الحيلة معهم، ولا أقدر عليهم، إنهم ينفقون على الجيش، وبلدي فقير، والمعاهدة تكبل خطواتي، واليهود على حدودي، إن كل مشكلتي وكل حياتي تتلخص في سؤال واحد: كيف لي أن أوفق بين رسالتي وما ورثته عن رسالات أهلي وعشيرتي، وبين التزاماتي نحو الإنجليز ووضعي في بلد محدود الإمكانيات؟ هل أنا الشخص الذي يحب الإنجليز؟ لا ثقافتي من ثقافتهم، ولا تاريخي من تاريخهم، ولا لغتي من لغتهم، هل يرضى كبريائي كملك أن أرى السفير الإنجليزي مجاوراً لمنزلي على هذا الجبل الذي أسكن فيه، فيذكرني وجوده صباح مساء بقيود الاحتلال في بلدي؟»
وحول نظرته إلى بريطانيا تقول الاميرة بديعة: كان الملك طلال يكره الإنجليز كرها شديدا، ويحملهم مسؤولية كل ما واجهه جدنا وأبناؤه من متاعب وخيانات، فضلا عن مساندتهم وتأييدهم لقيام إسرائيل في المنطقة ووقوفهم إلى جانبها في حرب 1948 ضدنا.

## المرض والعزل عن العرش
ذكر المؤرخ البريطاني جراهام جيفون في كتابه (جلوب باشا والفيلق العربي) أنه وبعد مرور عام على حكم طلال، أفاد ضابط مخابرات الفيلق العربي الرائد هوتسون أن «عمان كانت تغلي بشائعات مفادها أن الفيلق أو مجلس الوزراء يعتزم تسليم غرب الأردن إلى إسرائيل وأن طلال قد تم ترحيله من قبل البريطانيين لرفضه ذلك». في هذا الوقت، أفاد المقيم البريطاني فورلونج والملكة زين (زوجة الملك طلال وأم نجله وولي العهد الحسين) ورئيس الوزراء توفيق أبو الهدى بأن طلال يعاني من مرض عقلي. واقترح فورلونج بشكل خاص أن يُجبر طلال على الخروج من عمان ودخول عيادة فرنسية. نُقل طلال بعد ذلك في طائرة مدنية (وليست ملكية) تابعة لسلاح الجو الملكي إلى باريس للعلاج.

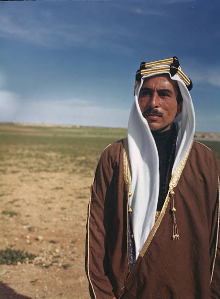
الملك طلال - 1 أيار 1948

تم تسليط الضوء على حالة طلال الطبية التي يقال إنها ليست على ما يرام في حادثة وقعت في 29 مايو 1952 عندما ادعت الملكة زين (التي وصفها المؤرخ البريطاني نايجل ج. أشتون بأنها «عاملة سياسية متطورة لها قنوات اتصال خاصة بها مع البريطانيين») في السفارة البريطانية في باريس أن طلال هددها بسكين وحاول قتل أحد أطفاله الصغار. وبناءً على ذلك، حاول رئيس الوزراء توفيق أبو الهدى إقناع طلال بالتنازل عن العرش، لكن طلال وجه إليه اللوم بشدة وقال إنه لا ينوي التنازل، كما تلقى رئيس الوزراء أبو الهدى أنباء عن محاولة طلال تحدي الحكومة بمساعدة أفراد وضابط في الفيلق العربي كما ذكر الكاتب.
دفع ذلك توفيق أبو الهدى إلى استدعاء مجلسي النواب والأعيان إلى جلسة استثنائية للمطالبة بموافقتهم على اقتراح يقضي بإقالة طلال لأسباب طبية وتحديداً انفصام الشخصية. أيد أبو الهدى ادعاءاته بتقارير طبية وقال إن حالة طلال الطبية لا رجعة فيها، وأن إفادة طلال قوبلت بالإجماع من قبل البرلمان في وقت لاحق من ذلك اليوم.
اشتبه ضباط وطنيون في الجيش أن الجلسة النيابية لبحث تنازل طلال كانت مؤامرة ضده، وطلبوا من عبد العزيز عصفور (والذي كان ضابطًا في سلاح المدفعية ومرافقا للملك طلال) ترتيب لقاء معه للرد على المؤامرة المفترضة، إلا أن عصفور عاد إلى الضباط وأكد المزاعم حول حالته العقلية. كانت الصحف المصرية والسورية واللبنانية تروج أن رئيس الحكومة وقائد الجيش كلوب باشا، دبرا مؤامرة ضد الملك طلال، وكان الرأي العام الأردني غير مقتنع بمرض الملك طلال، متأثرا بما تنشره الصحف في الخارج من أن مرض الملك طلال ما هو إلا مكيدة بريطانية.

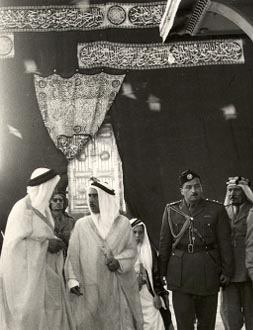
الملك طلال في مكة عام 1951.

تولى أبو الهدى حكم الأردن منذ يوم إقالة طلال في 11 أغسطس 1952 حتى تُوج حسين ابن طلال في 2 مايو 1953، بطريقة ديكتاتورية. وصفه غلوب باشا بأنه «رئيس الوزراء الديكتاتور» الذي حكم «بثبات» كما فعل الأمير عبد الله الأول. أثنى جلوب باشا على هذا الأمر بشكل خاص حيث أشار إلى أن الدول العربية «غير مؤهلة للديمقراطية الكاملة على النموذج البريطاني». جاء صعود أبو الهدى بدعم من المقيم السياسي فورلونج حيث كان أبو الهدى من «الحرس القديم» وبالتالي اعتاد النظام القائم والعلاقة مع بريطانيا.
كان الملك طلال قبل توليه العرش مصاب بمرض عصبي كان يسبب له نوبات عصبية. وفي 15 مايو 1952 ساءت صحة الملك طلال، ورأى الأطباء ضرورة سفره إلى الخارج للعلاج، فسافر إلى باريس في 18 أيار 1952، (أي بعد أقل من سنة على توليه الحكم) بعد اشتداد المرض عليه ترافقه الملكة زين الشرف وأنجاله: محمد والحسن وبسمة. وقبيل مغادرته وقع على إرادة ملكية بتشكيل هيئة نيابة لممارسة صلاحية الملك أثناء غيابه، تألفت من رئيس الوزراء توفيق أبو الهدى، ورئيس مجلس الأعيان إبراهيم هاشم، ورئيس مجلس النواب عبد الله الكليب الشريدة. وبعد أن أمضوا عشرين يوماً في فرنسا توجه الملك طلال إلى سويسرا لمواصلة العلاج هناك.
في 11 أغسطس 1952 اتخذ مجلس الأمة بشقيه الأعيان والنواب قرارا بإنهاء ولاية الملك طلال بن عبد الله. كان الملك الحسين وهو الابن الأكبر للملك طلال وولي عهده لم يبلغ السن القانونية لتولي الحكم في ذلك الوقت إذ كان الدستور ينص على أن لا يقل عمر من يتولى عرش المملكة الأردنية الهاشمية عن 18 سنة. لذا تشكلت هيئة الوصاية على العرش من إبراهيم هاشم وعبد الرحمن إرشيدات وسليمان طوقان. وفي 2 مايو 1953 أعلن توفيق أبو الهدى رئيس الوزراء الأردني آنذاك بلوغ الملك الحسين السن القانونية وقرأ بين يديه في جلسة مشتركة للأعيان والنواب قرار المجلس بالمناداة بالملك الحسين ملكًا على المملكة الأردنية الهاشمية، وتجدر الإشارة إلى أن قرار المناداة بالحسين ملكًا تمَّ في نفس قاعة المجلس القديم في جبل عمان التي شهدت المناداة بوالده الملك طلال ملكًا.

## وفاته
أقام الملك طلال بعد تنحيته في أحد مستشفيات القاهرة في حلوان وبقي قيد المعالجة، ثم أُرسل ليعيش السنوات الأخيرة من عمره في مصحة في إسطنبول وتوفي هناك في 7 يوليو 1972، نقل جثمانه إلى عمان ودُفن في الأضرحة الملكية في قصر رغدان.

## حياته الشخصية

### نسبه

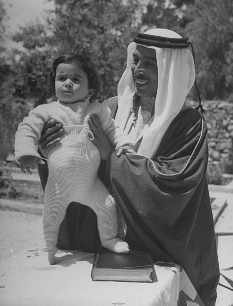
الأمير طلال مع إبنه الأمير الحسن - 1 مايو 1948

يعود نسب الملك طلال إلى النسب الهاشمي فهو في الجيل الحادي والأربعين من أبناء فاطمة بنت محمد وزوجها علي بن أبي طالب من طريق إبنهما الحسن بن علي. فنسبه هو طلال بن عبد الله بن الحسين بن علي بن محمد بن عبد المعين بن عون بن محسن بن عبد الله بن الحسين بن عبد الله بن الحسن بن محمد أبو نمي الثاني بن بركات بن محمد بن بركات بن الحسن بن عجلان بن رميثة بن محمد أبو نمي الأول بن الحسن بن علي الأكبر بن قتادة بن إدريس بن مطاعن بن عبد الكريم بن عيسى بن الحسين بن سليمان بن علي بن عبد الله بن محمد الثائر بن موسى الثاني بن عبد الله الرضى بن موسى الجون بن عبد الله المحض بن الحسن المثنى بن الحسن السبط بن علي بن أبي طالب الهاشمي القرشي

### عائلته
والدة الملك طلال هي مصباح بنت ناصر بن علي بن محمد بن عبد المعين بن عون (توفيت عام 1961) وله شقيقة واحدة هي الأميرة هيا (1907-1990) التي تزوجت من عبد الكريم جعفر زيد دهاوي. أما أخوته غير الأشقاء فهم: الأمير نايف (1914 - 1983) الذي تولى منصب الوصي على العرش الهاشمي عندما كان الملك طلال في جنيف يتلقى العلاج، والأميرة منيرة (1915-1987)، والأميرة مقبولة.
تزوج الأمير طلال في 27 تشرين الثاني 1934 من زين الشرف بنت الشريف جميل بن ناصر بن عليّ، وأنجب منها: الملك الحسين (1935 - 1999) ثالث ملوك المملكة الأردنية الهاشمية، والأمير محمد (1940-2021) والأمير الحسن (1947-)، والأميرة بسمة (1951-). توفي للملك طلال طفلان رضيعان وهما: أسماء ومحسن.

## كتب
صدرت عدة كتب حول حياة الملك طلال منها:
- كتاب مذكرات الملك طلال الذي صدر بعد وفاته للكاتب ممدوح رضا.[16]

## وصلات خارجية
- طلال بن عبد الله بن الحسين على موقع الموسوعة البريطانية (الإنجليزية)
- طلال بن عبد الله بن الحسين على موقع مونزينجر (الألمانية)
- مذكرات الملك طلال